# Уотсон, Уильям Майкл
Уильям Майкл Уотсон (англ. William Michael Watson; 31 июля 1840, Ньюкасл — 3 октября 1889, Лондон) — британский композитор.
Сын учителя музыки. В юношеские годы учился живописи в Столичной школе дизайна (ныне Королевский колледж искусств) в Мальборо-хаусе. После восьми лет обучения, однако, решил посвятить себя музыке. Завоевал популярность как автор песен и фортепианных пьес, включая аранжировки популярных мелодий; в молодости публиковался также под псевдонимом Жюль Фавр (фр. Jules Favre). Наибольшим успехом Уотсона стала песня «Пороховая мартышка» (англ. The Powder Monkey; 1881), настолько широко разошедшаяся по свету, что в 1938 г. её записали как народную на острове Тристан-да-Кунья; записи этой песни осуществили в 1910—1930-е гг. такие певцы, как Норман Аллин, Питер Доусон, Торп Бейтс, Гарри Дёрт. Уотсон сочинил также кантату «Аладдин» и ряд церковных гимнов. В 1883 году основал Вест-Эндскую музыкальную школу.